# Aire métropolitaine de Barcelone
Pour les articles homonymes, voir AMB.
L'aire métropolitaine de Barcelone (Àrea metropolitana de Barcelona (AMB) en catalan) est une aire métropolitaine espagnole (es), c'est-à-dire une entité administrative publique intercommunale, formée autour de la commune de Barcelone, capitale de la communauté autonome de Catalogne, en Espagne. Elle regroupe 36 communes sur un territoire de 636 km², et compte plus de 3,6 millions d'habitants.
Elle est créée en 2011, à la suite de la réunion d'institutions intercommunales plus anciennes, aux contours géographiques et aux ambitions politiques différentes : l'entité métropolitaine du transport (Entitat Metropolitana del Transport), chargée du système public de transports en commun, l'entité de l'environnement (Entitat del Medi Ambient en catalan), pour l'alimentation en eau et la gestion des déchets, et enfin la communauté de communes (Mancomunitat de Municipis en catalan), occupée de l'urbanisme, des infrastructures et de l'habitat. L'AMB reste d'ailleurs désormais responsable de l'aménagement du territoire, de l'urbanisme et de la réalisation des infrastructures d'intérêt métropolitain.
Elle est administrée par un conseil métropolitain, formé de conseillers municipaux des communes membres de l'AMB. Son président est Jaume Collboni, également maire de Barcelone. Elle a son siège dans l'Edifici A, au no 16 carrer Número 62, dans le district barcelonais de Sants-Montjuïc.
L'AMB se distingue et ne recouvre qu'une partie seulement de la région métropolitaine barcelonaise (Àmbit metropolità de Barcelona en catalan), un des huit domaines fonctionnels territoriaux (Àmbits funcionals territorials en catalan) définis en 1995 par le plan territorial général de Catalogne. Elle ne doit pas non plus être confondue avec la comarque de Barcelone ou même avec la province de Barcelone, deux subdivisions administratives de Catalogne, dont les statuts, les limites et les responsabilités diffèrent.

## Géographie

### Situation
Elle est formée par 36 municipalités proches de Barcelone et regroupe une population de 3 239 337 habitants. Elle s’étend sur 636 km² et a une densité de 5 093 habitants/km². 

### Composition

L'aire métropolitaine dans la région métropolitaine de Barcelone.
Ancienne entité de politique environnementale
Ancienne intercommunalité
Ancienne entité de gestion des transports

| Commune                   | Comarques         | Nbre d'hab. | Superficie en km² | Densité | Distance Barcelone |
| ------------------------- | ----------------- | ----------- | ----------------- | ------- | ------------------ |
| Barcelone                 | Barcelonès        | 1 605 602   | 100               | 16 056  | ---                |
| L'Hospitalet de Llobregat | Barcelonès        | 248 150     | 12                | 20 679  | ---                |
| Badalone                  | Barcelonès        | 221 520     | 22                | 10 069  | 10,8               |
| Santa Coloma de Gramenet  | Barcelonès        | 119 056     | 7                 | 17 008  | ---                |
| Cornellà de Llobregat     | Baix Llobregat    | 84 289      | 7                 | 12 041  | 16                 |
| Sant Boi de Llobregat     | Baix Llobregat    | 81 368      | 22                | 3 699   | 17,5               |
| Sant Cugat del Vallès     | Vallès Occidental | 73 774      | 48                | 1 537   | 10                 |
| El Prat de Llobregat      | Baix Llobregat    | 63 069      | 31                | 2 034   | ---                |
| Viladecans                | Baix Llobregat    | 61 168      | 20                | 3 058   | 21,8               |
| Castelldefels             | Baix Llobregat    | 58 663      | 13                | 4 513   | 27,7               |
| Cerdanyola del Vallès     | Vallès Occidental | 57 959      | 32                | 1 811   | 17,7               |
| Esplugues de Llobregat    | Baix Llobregat    | 46 808      | 5                 | 9 362   | ---                |
| Gavà                      | Baix Llobregat    | 44 531      | 31                | 1 436   | 23,1               |
| Sant Feliu de Llobregat   | Baix Llobregat    | 42 486      | 12                | 3 541   | 16                 |
| Ripollet                  | Vallès Occidental | 35 427      | 4                 | 8 857   | 18                 |
| Sant Adrià de Besòs       | Barcelonès        | 32 585      | 4                 | 8 146   | ---                |
| Montcada i Reixac         | Vallès Occidental | 32 153      | 23                | 1 398   | ---                |
| Sant Joan Despí           | Baix Llobregat    | 31 485      | 6                 | 5 248   | 13,8               |
| Barberà del Vallès        | Vallès Occidental | 28 633      | 8                 | 3 579   | 15                 |
| Sant Vicenç dels Horts    | Baix Llobregat    | 27 019      | 9                 | 3 002   | 16,9               |
| Sant Andreu de la Barca   | Baix Llobregat    | 25 383      | 6                 | 4 231   | 19                 |
| Molins de Rei             | Baix Llobregat    | 23 374      | 16                | 1 461   | 12,9               |
| Sant Just Desvern         | Baix Llobregat    | 15 327      | 8                 | 1 916   | ---                |
| Badia del Vallès          | Vallès Occidental | 14 123      | 1                 | 14 123  | 20                 |
| Corbera de Llobregat      | Baix Llobregat    | 12 805      | 18                | 711     | 25,4               |
| Castellbisbal             | Vallès Occidental | 11 272      | 31                | 361     | 22                 |
| Pallejà                   | Baix Llobregat    | 10 535      | 8                 | 1 317   | 17                 |
| Montgat                   | Maresme           | 9 427       | 3                 | 3 142   | 14                 |
| Cervelló                  | Baix Llobregat    | 7 674       | 22                | 349     | 20                 |
| Santa Coloma de Cervelló  | Baix Llobregat    | 7 314       | 7                 | 1 045   | 18                 |
| Tiana                     | Maresme           | 7 305       | 8                 | 913     | 15                 |
| Begues                    | Baix Llobregat    | 5 699       | 50                | 114     | 20                 |
| Torrelles de Llobregat    | Baix Llobregat    | 4 861       | 14                | 347     | 21                 |
| El Papiol                 | Baix Llobregat    | 3 733       | 9                 | 415     | 15                 |
| Sant Climent de Llobregat | Baix Llobregat    | 3 516       | 11                | 320     | 19                 |
| La Palma de Cervelló      | Baix Llobregat    | 2 988       | 5                 | 598     | 21                 |
| Total                     |                   |             | 3 161 081         | 633     | 4 994              |

## Histoire

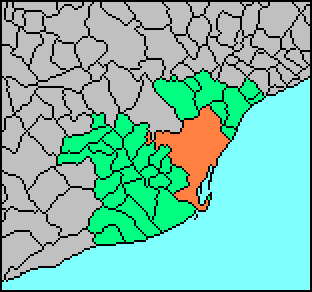
Ancienne intercommunalité.

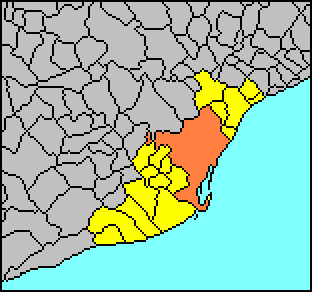
Ancienne entité de gestion des transports.

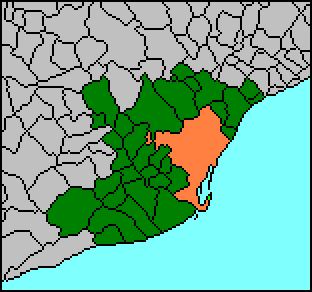
Ancienne entité de politique environnementale.

En 1968, une première aire métropolitaine de Barcelone est créée sur un territoire de 3 297 km2. Dissoute en 1987, elle est remplacée par une structure intercommunale du même nom constituée de 36 communes dont la gestion est confiée à trois organismes publics territoriaux :
- une intercommunalité (Mancomunitat de Municipis - MM), comprenant 31 communes, qui gère les infrastructures, les espaces publics, l'urbanisme ;
- une entité commune (Entitat del Transport - EMT), comprenant 18 communes limitrophes de Barcelone, qui gère les transports en commun ;
- une entité commune de politique environnementale (Entitat del Medi Ambient - EMA), comprenant 33 communes, qui gère le réseau hydraulique et le traitement des déchets.

En 2011, les trois entités sont supprimées au profit d'une administration unique.

## Politique et administration
L'aire métropolitaine est administrée par :
- Le conseil métropolitain, organe décisionnaire qui regroupe 90 élus issus des communes membres.
- Le conseil de gouvernement, qui assure la gestion quotidienne de l'AMB.
- La présidence, comprenant un président et des vice-présidents.

### Conseil métropolitain
Le Conseil métropolitain est l'organe de gouvernement de l'AMB. Il décide en particulier de la nomination et de la révocation de la présidence de l'AMB, ainsi que du Plan d'action métropolitain qui définit les projets de l'AMB et approuve les diverses ordonnances et règlements définis par l'AMB.
Il est composé de 90 conseillers métropolitains. Chaque commune est représentée à proportion de son poids démographique, les plus petites d'entre elles ayant au moins un conseiller. Les maires des communes sont de droit conseillers métropolitains, les autres conseillers étant désignés par chaque commune. La répartition du nombre de conseillers métropolitains par commune de l'AMB est la suivante :
- 25 conseillers : Barcelone ;
- 4 conseillers : Badalone, L'Hospitalet de Llobregat et Santa Coloma de Gramenet
- 3 conseillers : Cornellà de Llobregat et Sant Cugat del Vallès ;
- 2 conseillers : Barberà del Vallès, Castelldefels, Cerdanyola del Vallès, El Prat de Llobregat, Esplugues de Llobregat, Gavà, Ripollet, Sant Adrià de Besòs, Sant Andreu de la Barca, Sant Boi de Llobregat, Sant Climent de Llobregat, Sant Feliu de Llobregat, Sant Joan Despí et Sant Vicenç dels Horts ;
- 1 conseiller : Badia del Vallès, | Begues, Castellbisbal, Cervelló, Corbera de Llobregat, El Papiol, Pallejà, Sant Just Desvern, Santa Coloma de Cervelló, Tiana, Torrelles de Llobregat et Viladecans.

La distribution politique reflète également le poids de chaque parti politique à l'échelle de l'AMB :
| Parti politique                             | Nombre de conseillers |
| ------------------------------------------- | --------------------- |
| Parti des socialistes de Catalogne (PSC-CP) | 47                    |
| Ensemble pour la Catalogne (JxC)            | 14                    |
| En Comú Podem-Confluències                  | 10                    |
| Parti populaire                             | 8                     |
| Gauche républicaine de Catalogne (ERC)      | 7                     |
| Compromís i Acord per Torrelles (CAT)       | 1                     |
| Junts per Tiana (ca)                        | 1                     |
| Vivim Montcada i Reixac (VivimMR)           | 1                     |
| Vox                                         | 1                     |

### Conseil de gouvernement
Le conseil de gouvernement (Junta de Govern en catalan) est composé du président de l'AMB et de douze autres conseillers métropolitains, nommés par le président, sur proposition du conseil métropolitain. Il se réunit au moins deux fois par mois. Il assure la gestion quotidienne de l'AMB
Ses tâches sont déléguées par le Conseil métropolitain et la présidence, dans le but de garantir l'agilité dans la prise de décision et de faciliter le travail de l'administration métropolitaine.

### Présidence
Le président de l'AMB dirige le gouvernement métropolitain. Il est responsable de sa gestion devant le conseil métropolitain. Il nomme également, parmi les conseillers métropolitains, des vice-présidents :
- un vice-président exécutif (vicepresident executiu en catalan) , qui coordonne l'action du gouvernement métropolitain et le développement des projets issus du Plan d'action métropolitain ;
- quatre vice-présidents institutionnels (vicepresidents institucionals  en catalan) ;
- six vice-présidents délégués aux différentes politiques de l'aire métropolitaine.

| Nom | Nom            | Nom            | Dates du mandat | Dates du mandat | Parti                                    | Notes                                            |
| --- | -------------- | -------------- | --------------- | --------------- | ---------------------------------------- | ------------------------------------------------ |
|     | Jaume Collboni | Jaume Collboni | 2023            | en fonction     | Parti des socialistes de Catalogne (PSC) | Avocat Maire de Barcelone (depuis 2023)          |
|     | Ada Colau      | Ada Colau      | 2015            | 2023            | Barcelone en commun (BComú)              | Militante sociale Maire de Barcelone (2015-2023) |
|     | Xavier Trias   | Xavier Trias   | 2011            | 2015            | Convergence et Union (CiU)               | Pédiatre Maire de Barcelone (2011-2015)          |